# Pale (gmina Srebrenica)
Pale (cyr. Пале) – wieś w Bośni i Hercegowinie, w Republice Serbskiej, w gminie Srebrenica. W 2013 roku liczyła 77 mieszkańców.